# Archaelagena
Archaelagena, en ocasiones erróneamente denominado Archealagena, es un género de foraminífero bentónico considerado inválido, por ser una planta, aunque fue considerado perteneciente a la familia Lagenidae, de la superfamilia Nodosarioidea, suborden Lagenina y del orden Lagenida. Su especie-tipo es Lagena howchiniana. Su rango cronoestratigráfico abarca el Carbonífero.

## Clasificación
Archaelagena incluía a la siguiente especie:
- Archaelagena howchiniana †